# Project Moonbase
Project Moonbase (a volte scritto Project Moon Base) è un film fantascientifico in bianco e nero del 1953 diretto da Richard Talmadge che si avvale di una sceneggiatura a cui collaborò Robert A. Heinlein. La pellicola avrebbe dovuto costituire l'episodio pilota di una serie televisiva mai realizzata intitolata Ring Around the Moon.
Il film è insolito per il suo tempo sia nel tentare di ritrarre il viaggio nello spazio in modo realistico, sia nel dipingere un futuro nel quale le donne mantengono posizioni d'autorità e responsabilità alla pari degli uomini: nel film il Presidente degli Stati Uniti è una donna.

## Produzione
Quei fantastici razzi volanti (Cat-Women of the Moon) ebbe in comune con Project Moonbase alcuni costumi e scenografie.
Il film è stato girato in dieci giorni.

## Critica
Fantafilm lo definisce un film "girato a basso costo e senza molta convinzione".